# Азербејџан на Светском првенству у атлетици на отвореном 2017.
Азербејџан је учествовао на Светском првенству у атлетици на отвореном 2017. одржаном у Лондонуод 4. до 13. августа тринаести пут, односно учествовао је под данашњим именом на свим првенствима од 1993. до данас. Репрезентацију Азербејџан представљало је четворо учесника који су се такмичили у три дисциплине.,
На овом првенству Азербејџан није освојио ниједну медаљу, нити је оборен неки рекорд. Само је троскокаш Алексис Копељо Кубанац који се од 2017. такмичи за Азербејџан, скочио свој најбољи резултат у сезони 2017. У табели успепности (према броју и пласману такмичара који су учествовали у финалним такмичењима (првих 8 такмичара)), делио је 40 место са Белорусијом, Мароком и Шведском са два учесника у финалу и 8 бодова. По овом основу бодове су добили представници 65 земаља.
| Плас. | Земља      | 1. место | 1. место | 2. место | 2. место | 3. место | 3. место | 4. место | 4. место | 5. место | 5. место | 6. место | 6. место | 7. место | 7. место | 8. место | 8. место | УКПЛ | УКБ |
| Плас. | Земља      | Бп       | Бод      | Бп       | Бод      | Бп       | Бод      | Бп       | Бод      | Бп       | Бод      | Бп       | Бод      | Бп       | Бод      | Бп       | Бод      | УКПЛ | УКБ |
| ----- | ---------- | -------- | -------- | -------- | -------- | -------- | -------- | -------- | -------- | -------- | -------- | -------- | -------- | -------- | -------- | -------- | -------- | ---- | --- |
| 40.   | Азербејџан | 0        | 0        | 0        | 0        | 0        | 0        | 0        | 0        | 2        | 8        | 0        | 0        | 0        | 0        | 0        | 0        | 2    | 8   |

## Учесници
| Мушкарци: - Хајле Ибрахимов — 5.000 м - Назим Бабајев — Троскок - Алексис Копељо — Троскок | Жене: - Хана Скидан — Бацање кладива |  |

## Резултати

### Мушкарци
| Атлетичар       | Дисциплина | Лични рекорд | Квалификације | Квалификације | Финале               | Финале       | Детаљи |
| Атлетичар       | Дисциплина | Лични рекорд | Резултат      | Место         | Резултат             | Место        | Детаљи |
| --------------- | ---------- | ------------ | ------------- | ------------- | -------------------- | ------------ | ------ |
| Хајле Ибрахимов | 5.000 м    | 13:09,17 НР  | 13:28,77      | 12. у гр. 1   | Није се квалификовао | 26 / 39 (42) |        |
| Назим Бабајев   | Троскок    | 17,18        | 16,61         | 7. у гр. А    | Није се квалификовао | 14 / 30 (31) |        |
| Алексис Копељо  | Троскок    | 17,68        | 16,89 кв      | 5. у гр. А    | 17,16                | 5 / 30 (31)  |        |

### Жене
| Атлетичарка | Дисциплина     | Лични рекорд | Квалификације | Квалификације | Финале   | Финале      | Детаљи |
| Атлетичарка | Дисциплина     | Лични рекорд | Резултат      | Место         | Резултат | Место       | Детаљи |
| ----------- | -------------- | ------------ | ------------- | ------------- | -------- | ----------- | ------ |
| Хана Скидан | Бацање кладива | 75,29 НР     | 71,78         | 4. у гр. Б    | 73,38    | 5 / 30 (32) |        |